# Sertularella mediterranea
Sertularella mediterranea is een hydroïdpoliep uit de familie Sertulariidae. De poliep komt uit het geslacht Sertularella. Sertularella mediterranea werd in 1901 voor het eerst wetenschappelijk beschreven door Hartlaub. 